# Craugastor vocalis
Espèce
Synonymes
- Eleutherodactylus vocalis Taylor, 1940

Statut de conservation UICN

 LC  : Préoccupation mineure
Craugastor vocalis est une espèce d'amphibiens de la famille des Craugastoridae.

## Répartition
Cette espèce est endémique du Mexique. Elle se rencontre dans les États du Sinaloa, du Nayarit, du Jalisco, de Colima et du Michoacán de 60 à 2 150 m d'altitude dans la Sierra Madre Occidentale.
Sa présence est incertaine au Chihuahua et au Sonora.

## Publication originale
- Taylor, 1940 : New species of Mexican Anura. University of Kansas Science Bulletin, vol. 26, no 11, p. 385-405 (texte intégral).